# Luftangrebet mod Aarhus Universitet
Luftangrebet mod Aarhus Universitet var sammen med Shellhusbombardementet de mest bemærkelsesværdige luftangreb på Danmark under 2. verdenskrig.
Luftangrebet på Aarhus Universitet skete efter opfordring fra den danske modstandsbevægelse. Grunden var at den jyske modstandsbevægelse på det tidspunkt var ganske trængt. Flere jyske modstandsgrupper var blevet optrevlet og medlemmerne arresteret af Gestapo i Aarhus, som på det tidspunkt havde jysk hovedkvarter på Aarhus Universitet.
Så på anmodning fra lederen af den jyske modstandsbevægelse blev Royal Air Force bedt om at tilintetgøre Gestapo hovedkvarteret, og ødelægge det materiale, det tyske politi havde samlet om modstandsgrupperne.
Efter nøje planlægning udført af RAF blev missionen sat i værk den 31. oktober 1944 for at ødelægge det jyske Gestapos hovedkvarter. Specielt var det vigtigt for missionen at ødelægge arkiverne over den jyske modstandsbevægelse, som befandt sig i kollegierne IV og V.
Og den 31. oktober 1944 lidt før klokken 12 lå Kollegium 4 og 5 i flammende ruiner. I samtidige modstandsblade beskrives antallet af dræbte til 152 Gestapo folk, Tyske soldater og håndlangere ca. 70.
Historikere efter krigen sætter dog antallet af dræbte lidt lavere til omkring 75 personer, i kollegierne og andetsteds, mens yderligere et antal var ilde tilredt.
Der deltog 24 bombemaskiner og 8 jagere. Flyvehøjden over land var 10-15 m.

## Øjenvidneberetninger
Sir Basil Embry ledte luftangrebet på Gestapos hovedkvarter i Aarhus, og har i flere bøger og interviews nøje beskrevet angrebet. I bogen Aarhus under Besættelsen læser man bl.a. om den ekstremt lave flyvehøjde ind over Jylland og befolkningens reaktioner:
 Afsted fløj vi over Skove og Marker, hvor Køerne og Hestene løb til alle sider, og mænd og kvinder løb i sikkerhed. Da vi fløj over en gård, gik en mand og en dreng og pløjede marken. Mens den ene holdt de skræmte heste, stod den anden ret og hilste. Det var en smuk gestus. Da vi var halvvejs over Jylland dannede vi angrebs formationerne.... Vi lukkede bombelemmene op og fløj med stærk fart frem mod angrebsstedet.

Ødelæggelsen af Gestapos hovedkvarter betød, at den jyske modstandsbevægelse fik et pusterum. For Gestapo kom luftangrebet som en total overraskelse og betød både tab af arkiv og af mandskab.
Angrebet er også skildret, som det blev oplevet af en lokal skoledreng:
For mig begyndte det som en helt almindelig skoledag med undervisning på Finsengade Skole, men ved middagstid ændrede alt sig.
Jeg fik den dag fri før middag, og jeg var kommet hjem i Stavangergade og sat skoletasken.
Genboens søn var min sidekammerat i skolen, og jeg havde den dag aftalt med ham, at jeg ville gå med ham efter mælk på gården Højvang.
Netop som vi skulle af sted, blev der varslet luftalarm.
Hans forældres hus ligger helt ud til vejen og i husets store hjørnevindue, fik min mor et glimt af mig, da hun hastigt fik hentet min søster ind fra vejen. Samtidig i meget lav højde, kom der fra nord en højt larmende flyvemaskine, som fulgte gadens forløb med retning mod marken (det senere Kløveparken).
Alt gik nu meget hurtigt. Vi var vel ikke mere end lige kommet ud i husets entre, og stod med ryggen mod væggen mellem to døre, da de første bomber faldt. Fornemmelse af tiden har jeg ikke, men da jeg senere skulle i mejeriet i Langelandsgade for min mor, var området afspærret og passage var kun med tilladelse.
Min klassekammerat Ove var endnu ikke nået hjem fra skolen, og gik på Katrinebjergvej, da de første bomber faldt. Uheldigt blev han ramt af en bombes sprængstykke, og hans højre underarm måtte amputeres.
Civilforsvaret i Herning var blevet tilkaldt, så da jeg næste morgen mødte i skolen, var deres gråblå køretøjer endnu parkeret i skolegården.
På den tid var der mange ubebyggede arealer, kun 300 meter var der imellem vores hus og universitetet. Det viste sig derfor ikke overraskende, at lufttrykket fra bombesprængningerne havde påvirket murværket, og forårsaget en revne fra den ene side af huset til den anden side.
Senere en dag, da jeg kom hjem fra skole lå der en bombe på Brendstrupvej, udfor vores hus. En tysk vagt var sat til at overvåge stedet. Sikkert en forsager, som en tysk transport havde tabt på vej til Vester Enggård. Senere da jeg havde spist og kom ud igen var bomben væk, og alt var som før.